# اسماعیل‌آباد (محترم‌آباد)
اسماعیل‌آباد یا دِرِگی، روستایی در دهستان محترم‌آباد بخش کتیج شهرستان فنوج در استان سیستان و بلوچستان ایران است.
این روستا در ۱۰ کیلومتری شرق محترم‌آباد قرار دارد.

## جمعیت
بر پایه سرشماری عمومی نفوس و مسکن در سال ۱۳۹۵، جمعیت این روستا برابر با ۲۷ نفر (۹ خانوار) بوده‌است.